# 北京城市副中心M101线
北京城市副中心M101线是一条建設中的服务于北京城市副中心的地铁线路。M101线一期工程位于北京市通州区，自商务园站至张家湾东站，线路全长约18.1公里，均为地下线，共设地下车站14座。计划在2027年开通运营。

## 历史

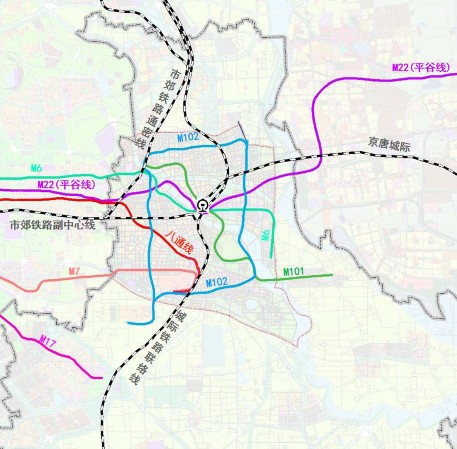
北京城市副中心“十四五”规划轨道交通示意图

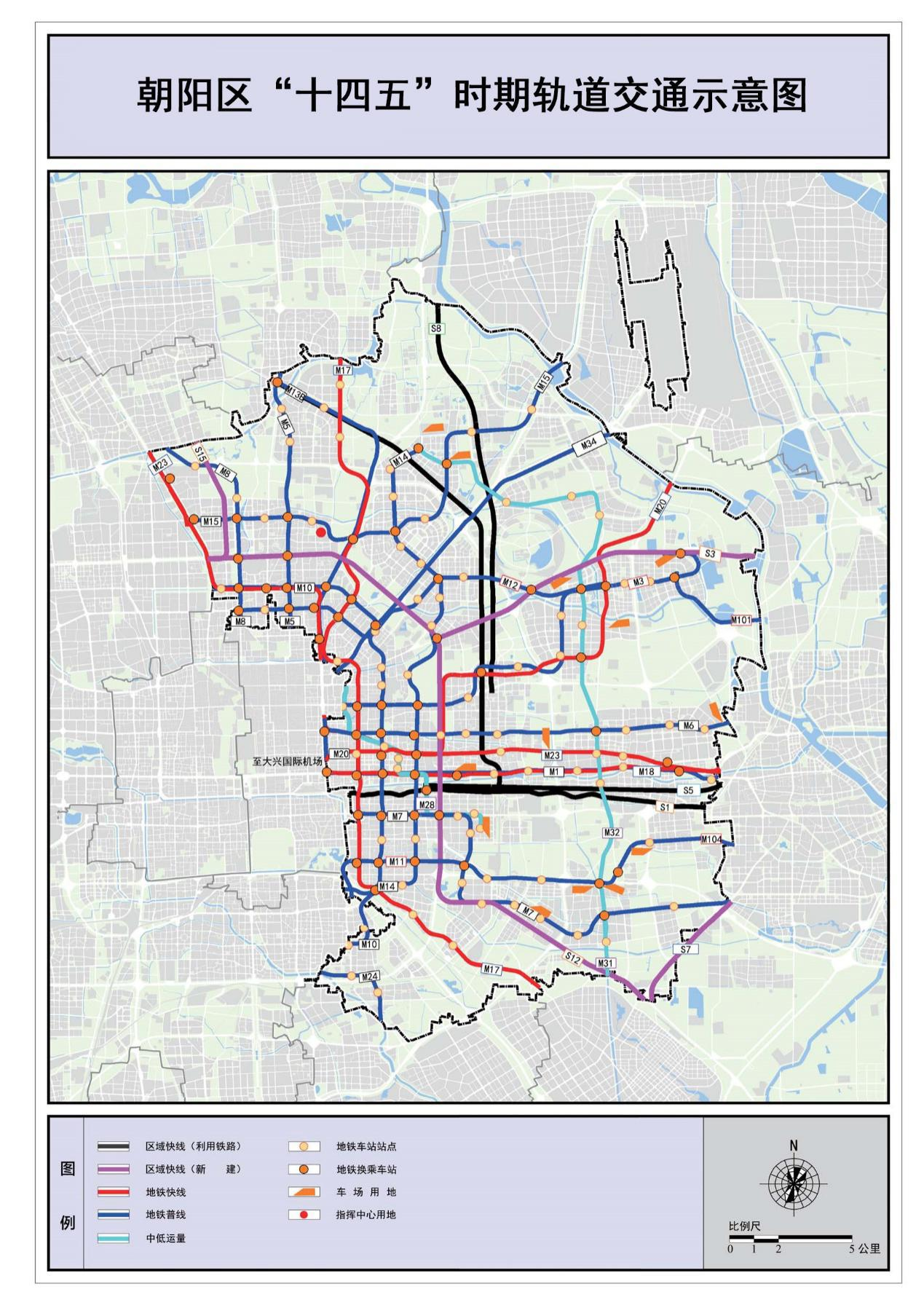
朝阳区“十四五”时期轨道交通示意图显示，北端可与换乘。

2020年12月公布的方案中，M101线为城市副中心轨道交通骨干线路，起点是商务园（保留向西北延伸至东坝的条件），终点是小甘棠（保留向东延伸至潮白新城、大厂县的条件），长度23公里，车站16座，其中换乘站9座。未来可实现副中心与东坝、北三县等地区的联通，支持城市副中心与北三县地区协同发展，缓解北京中心城区方向的交通压力。
2022年1月11日，M101线一期被列为《北京市轨道交通第三期建设规划（2022-2027年）》的10个建设项目之一。
根据2022年1月20日发布的招标公告，M101线先行实施的商务园至张家湾东站段，线路全长约19.0公里，均为地下线，共设地下车站14座。
根据2022年2月21日北京城市副中心2022年投资暨重大工程专题发布会的说明，M101线将确保在2022年三季度实现全面开工建设。
2022年3月16日，北京市基础设施投资有限公司发布M101线一期工程环境影响评价第一次公示。
2022年4月18日，中国铁道科学研究院发布M101线一期工程环境影响评价第二次公示。
2022年7月8日，《北京市轨道交通第三期建设规划（2022-2027年）》环境影响评价第二次公示发布，M101线一期被列为其中的11个建设项目之一。线路起点、终点、长度、设站数量与此前M101线一期工程两次环境影响评价公示的内容相同。
2023年5月，北京基础设施投资有限公司公布正式版环境影响评价报告，M101线一期工程里程调整为18.1公里。

## 车站列表
| 分期 | 站名         | 距離（米） | 站间距（米） | 轉乘                                                                             | 行政区 | 开通日期   | 月台形式                       | 开门方向 |
| --- | ------------ | ---------- | ------------ | -------------------------------------------------------------------------------- | ------ | ---------- | ------------------------------ | -------- |
| 一期 | 商务园       |            |              | 不適用                                                                           | 通州区 | 预计2027年 | 地下两层岛式站台               | 左側     |
| 一期 | 通州西站3    |            |              | █ 城市副中心M102线、通密线                                                       | 通州区 | 预计2027年 | 地下两层双岛式站台             |          |
| 一期 | 通顺路       |            |              | 不適用                                                                           | 通州区 | 预计2027年 | 地下两层岛式站台               | 左側     |
| 一期 | 通州会议中心 |            |              | 不適用                                                                           | 通州区 | 预计2027年 | 地下两层混合式站台（一岛一侧） |          |
| 一期 | 龙旺庄       |            |              | 不適用                                                                           | 通州区 | 预计2027年 | 地下两层岛式站台               | 左側     |
| 一期 | 通胡大街     |            |              | █ 城市副中心M103线                                                               | 通州区 | 预计2027年 | 地下三层岛式站台               | 左側     |
| 一期 | 玉带河大街   |            |              | 不適用                                                                           | 通州区 | 预计2027年 | 地下三层岛式站台               | 左側     |
| 一期 | 城市副中心站 |            |              | █ 平谷线、 █ S6号线（跨线至城际联络线）、 █ 6号线（北运河东站） 北京城市副中心站 | 通州区 | 预计2027年 | 地下三层岛式站台               | 左側     |
| 一期 | 行政办公西区 |            |              | 不適用                                                                           | 通州区 | 预计2027年 | 地下两层侧式站台               | 右側     |
| 一期 | 北京大剧院   |            |              | █ 城市副中心M104线                                                               | 通州区 | 预计2027年 | 地下两层双岛式站台             |          |
| 一期 | 体育中心     |            |              | 不適用                                                                           | 通州区 | 预计2027年 | 地下两层双岛式站台             |          |
| 一期 | 张家湾西     |            |              | 不適用                                                                           | 通州区 | 预计2027年 | 地下两层岛式站台               | 左側     |
| 一期 | 张家湾       |            |              | █ 城市副中心M102线、 █ 城市副中心M104线                                          | 通州区 | 预计2027年 | 地下两层岛式站台               | 左側     |
| 一期 | 张家湾东     |            |              | 不適用                                                                           | 通州区 | 预计2027年 | 地下两层岛式站台               | 左側     |
| 备注 |              |            |              |                                                                                  |        |            |                                |          |
| 1斜体表示的车站，暂未启用；粗体表示的车站为换乘车站。 2斜体表示的换乘，暂未启用。 3通州西站与既有车站不在一个位置。 |              |            |              |                                                                                  |        |            |                                |          |

## 未来发展
2023年2月，廊坊市人民政府新闻办公室宣布推动M101向大厂县延伸规划方案研究。